# Laozhuang (köpinghuvudort i Kina, Henan Sheng, lat 33,14, long 112,28)
Laozhuang är en köpinghuvudort i Kina. Den ligger i provinsen Henan, i den centrala delen av landet, omkring 220 kilometer sydväst om provinshuvudstaden Zhengzhou. Antalet invånare är 31 301. Befolkningen består av 14 832 kvinnor och 16 469 män. Barn under 15 år utgör 24,0 %, vuxna 15-64 år 65 %, och äldre över 65 år 9,0 %.
Runt Laozhuang är det tätbefolkat, med 550 invånare per kvadratkilometer. Närmaste större samhälle är Shifosi, 13,2 km sydväst om Laozhuang. Trakten runt Laozhuang består till största delen av jordbruksmark.
Genomsnittlig årsnederbörd är 886 millimeter. Den regnigaste månaden är september, med i genomsnitt 152 mm nederbörd, och den torraste är januari, med 5 mm nederbörd.